# 博尔晓沃农村居民点 (布良斯克州)
博尔晓沃农村居民点（俄语：Борщовское сельское поселение）是俄罗斯联邦布良斯克州波加尔区所属的一个农村居民点。其下辖有4个居民点，行政中心为博尔晓沃。据2015年统计，该农村居民点的人口为1071人。